# Arkoma
Arkoma ist eine Stadt im Le Flore County im US-Bundesstaat Oklahoma. Das U.S. Census Bureau hat bei der Volkszählung 2020 eine Einwohnerzahl von 1.806 auf einer Fläche von 9,3 Quadratkilometern ermittelt; die Bevölkerungsdichte liegt bei 198 Einwohnern pro Quadratkilometer.
Der Ort befindet sich im äußersten Osten von Oklahoma, direkt an der Grenze zu Arkansas. Unmittelbar hinter der Grenze beginnt die Stadt Fort Smith. Im Westen fließt der Poteau River an Arkoma vorbei.
Der Name „Arkoma“ ist ein Kofferwort, er ist aus Arkansas und Oklahoma zusammengesetzt.

## Geschichte
Der Ort wurde 1911 auf Grundbesitz von Capt. James Reynolds gegründet, einem Veteranen des amerikanischen Bürgerkriegs, der in Oklahoma zu Reichtum gekommen war. Reynolds entwickelte Arkoma als eine Wohnsiedlung für Arbeiter von Ft. Smith, baute Mietshäuser und sorgte für die Verkehrsanbindung – eine Straßenbahn war bis 1917 in Betrieb. Seit 1946 ist Arkoma eine selbständige Gemeinde (Town) im Le Flore County. Die Volkszählung 1950 ergab 1691 Einwohner, 1970 wurden erstmals mehr als 2000 Bewohner gezählt. Die High School Arkomas eröffnete in den 1970ern.

## Demografie
Die bei der Volkszählung im Jahr 2000 ermittelten 2.180 Einwohner von Arkoma lebten in 877 Haushalten; darunter waren 596 Familien. Die Bevölkerungsdichte betrug 240 pro Quadratkilometer. Im Ort wurden 975 Wohneinheiten erfasst. Unter der Bevölkerung waren 89,2 Prozent Weiße, 0,4 Prozent Afroamerikaner, 5,8 Prozent amerikanische Indianer, 0,3 Prozent Asiaten und 0,9 Prozent von anderen Ethnien; 3,4 Prozent gaben die Zugehörigkeit zu mehreren Ethnien an.
Unter den 877 Haushalten hatten 28 Prozent Kinder unter 18 Jahren; 50 Prozent waren verheiratete zusammenlebende Paare. 29 Prozent der Haushalte waren Singlehaushalte. Die durchschnittliche Haushaltsgröße war 2,43, die durchschnittliche Familiengröße 2,97 Personen.
Die Bevölkerung verteilte sich auf 24,6 Prozent unter 18 Jahren, 8,8 Prozent von 18 bis 24 Jahren, 25,9 Prozent von 25 bis 44 Jahren, 25,8 Prozent von 45 bis 64 Jahren und 15,0 Prozent von 65 Jahren oder älter. Der Median des Alters betrug 38 Jahre.
Der Median des Haushaltseinkommens betrug 23.718 $, der Median des Familieneinkommens 31.500 $. Das Pro-Kopf-Einkommen in Arkoma betrug 13.467 $. Unter der Armutsgrenze lebten 20,1 Prozent der Bevölkerung.

## Kulturdenkmäler
Die Arkoma School wurde 1936 durch die Works Progress Administration errichtet. Seit 1988 ist sie im National Register of Historic Places.